# Камйонка (Любартівський повіт)
Камйонка (пол. Kamionka) — місто в Польщі, у гміні Камйонка Любартівського повіту Люблінського воєводства.
Населення — 1935 осіб (2011).
У 1975-1998 роках село належало до Люблінського воєводства.
1 січня 2021 року набуло міських прав.

## Демографія
Демографічна структура станом на 31 березня 2011 року:
|          | Загалом | Допрацездатний вік | Працездатний вік | Постпрацездатний вік |
| -------- | ------- | ------------------ | ---------------- | -------------------- |
| Чоловіки | 926     | 198                | 646              | 82                   |
| Жінки    | 1009    | 205                | 583              | 221                  |
| Разом    | 1935    | 403                | 1229             | 303                  |